# Instituto Brasileiro do Meio Ambiente e dos Recursos Naturais Renováveis

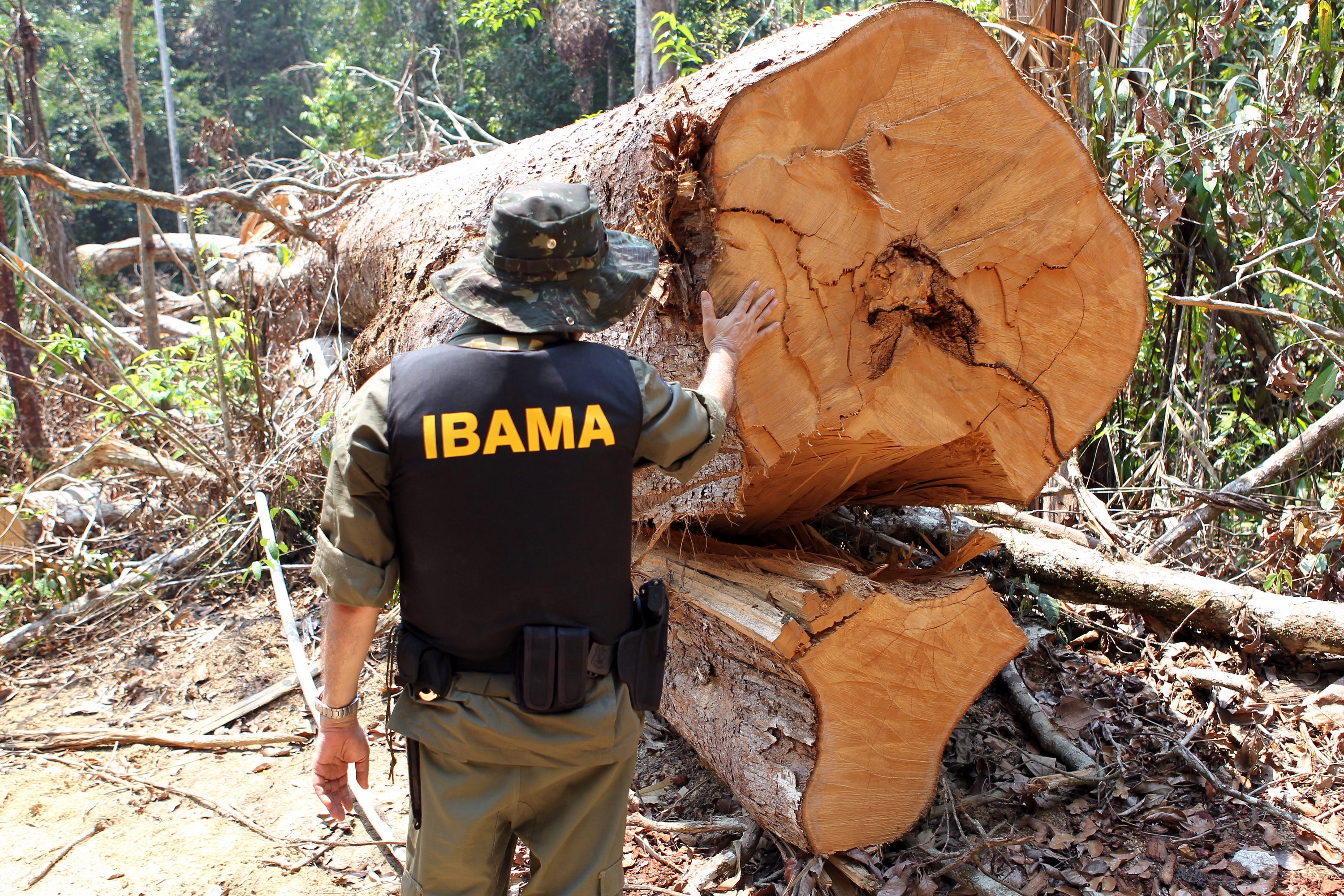
Imagem da Operação Curuá Livre, em agosto de 2016

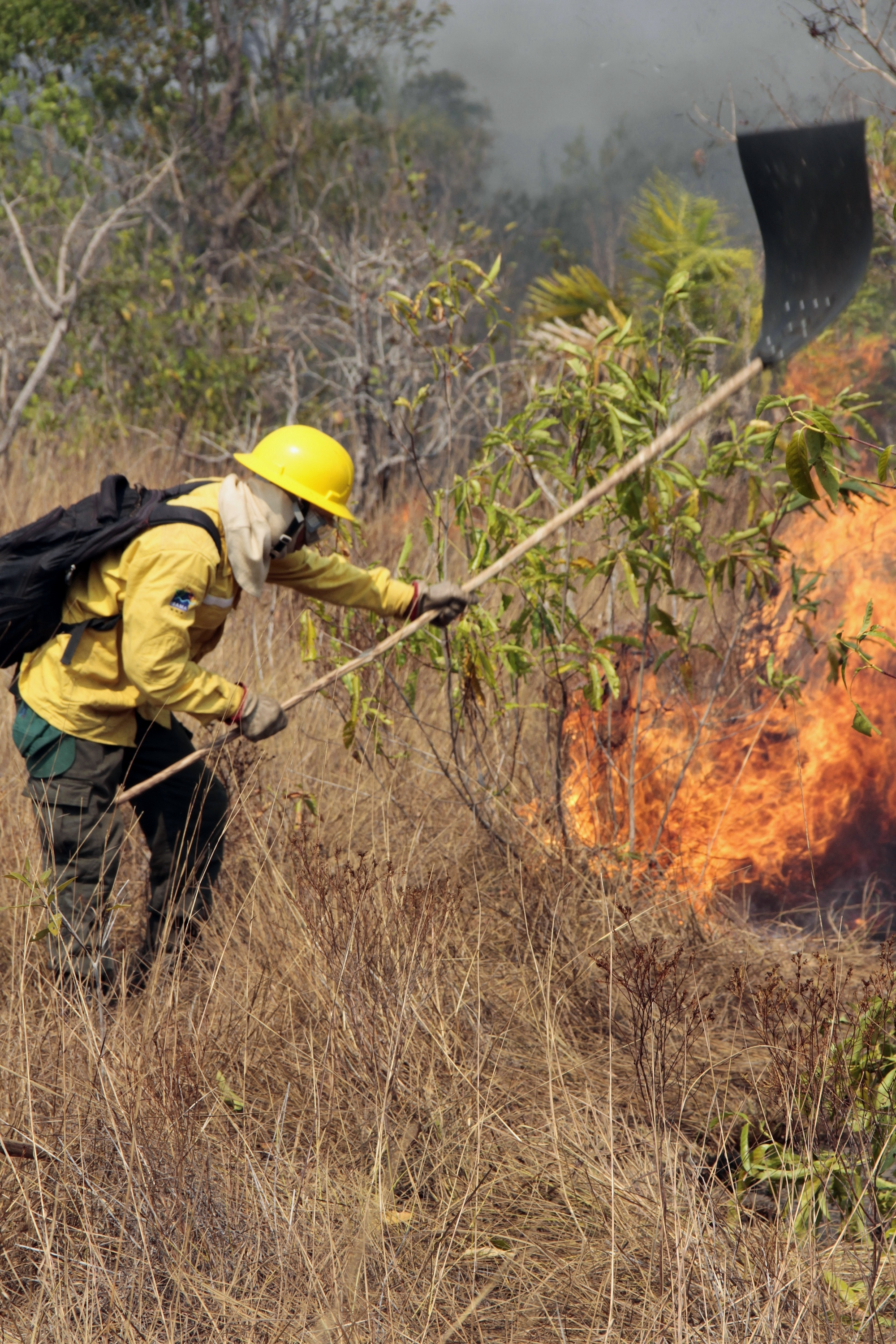
Imagem de trabalhos de combate a incêndio florestal em 2016

O Instituto Brasileiro do Meio Ambiente e dos Recursos Naturais Renováveis, mais conhecido pelo acrônimo IBAMA,  é uma autarquia governamental federal brasileira criada em 1989 (Lei 7 735), vinculada ao Ministério do Meio Ambiente e Mudança do Clima; é o órgão executivo responsável pela execução da Política Nacional do Meio Ambiente (PNMA, lei 6 938), e por desenvolver atividades para a preservação e conservação do patrimônio natural, exercendo o controle e a fiscalização sobre o uso dos recursos naturais (água, flora, fauna, solo, etc.). Também cabe a ele conceder licenças ambientais para empreendimentos de sua competência, como os que exercem atividades que possam causar impactos ambientais de relevância nacional ou internacional.

## História
Criado pela lei nº 7 735 de 22 de fevereiro de 1989, o IBAMA foi formado pela fusão de quatro entidades brasileiras que atuavam na área ambiental: Secretaria do Meio Ambiente (SEMA), Superintendência da Borracha (SUDHEVEA), Superintendência da Pesca (SUDEPE) e Instituto Brasileiro de Desenvolvimento Florestal (IBDF). Com a fusão, ficou  responsável pela execução da Política Nacional do Meio Ambiente (PNMA) que foi instituído pela lei nº 6 938 de 31 de agosto de 1981.
Em 1990, foi criada a Secretaria do Meio Ambiente da Presidência da República (SEMAM), ligada à Presidência da República, que tinha no IBAMA seu órgão gerenciador da questão ambiental.
Entre 3 e 14 de junho de 1992, realizou-se na cidade do Rio de Janeiro a Conferência da ONU sobre Meio Ambiente e Desenvolvimento, mais conhecida como Rio-92, da qual participaram 170 países. A questão ambiental no Brasil tornou-se mais discutida, envolvendo a sociedade brasileira, que já vinha se organizando nas últimas décadas, no sentido de pressionar as autoridades brasileiras pela proteção ao meio ambiente de forma mais concisa. Desta forma foi reformulada a sua estrutura burocrática e em 16 de outubro de 1992, foi criado o MMA (Ministério do Meio Ambiente), com o objetivo de estruturar a política do meio ambiente no Brasil, ao qual o IBAMA agora está vinculado (não há subordinação entre o MMA — órgão da Administração Direta — e o IBAMA, autarquia federal que compõe a Administração Indireta).

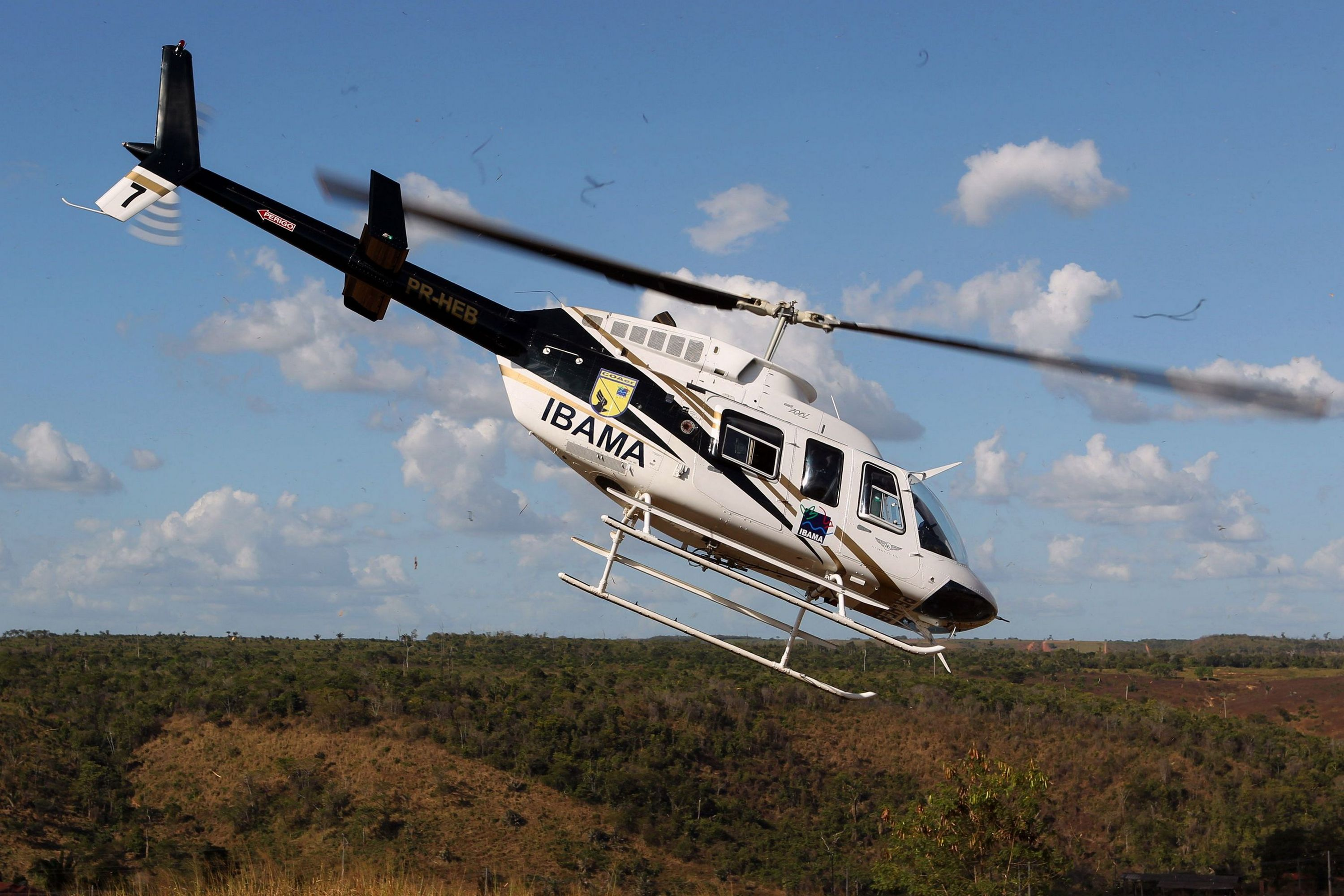
Helicóptero em trabalhos durante uma operação

Em 2007, foi criado o Instituto Chico Mendes de Conservação da Biodiversidade (ICMBio), autarquia responsável pela gestão das unidades de conservação nacionais, retirando do IBAMA esta competência legal.

## Instituto Brasileiro de Desenvolvimento Florestal
O Instituto Brasileiro de Desenvolvimento Florestal foi criado pelo decreto lei nº 289, de 28 de fevereiro de 1967. Era uma autarquia federal do governo brasileiro vinculada ao Ministério da Agricultura encarregado dos assuntos pertinentes e relativos a florestas e afins.  Essa instituição foi formada a partir da extinção e fusão do Departamento de Recursos Não Renováveis (DRNR), do Conselho Florestal, do Instituto Nacional do Pinho e do Instituto Nacional do Mate.
Foi extinto por meio da Lei Nº 7.732, de 14 de fevereiro de 1989 e transferiram-se seu patrimônio, os recursos orçamentários, extra orçamentários e financeiros, a competência, as atribuições, o pessoal, inclusive inativos e pensionistas, os cargos, funções e empregos para a Secretaria Especial do Meio Ambiente - SEMA (criada em 1973 e extinta em 1989) e, posteriormente, para o IBAMA, de acordo com a Lei Nº 7 735, de 22 de fevereiro de 1989.

## Plataformas Geoespaciais
O IBAMA utiliza plataformas geoespaciais para monitorar e analisar dados ambientais do Brasil.

### Principais plataformas:
A principal plataforma se chama PAMGIA - Plataforma de Análise e Monitoramento Geoespacial de Informação Ambiental.

#### Objetivos:
Integrar dados de diversas fontes, como satélites, drones e órgãos governamentais.
● Monitorar o desmatamento, queimadas e outros crimes ambientais em tempo real.
● Auxiliar na tomada de decisões para ações de prevenção e combate a ilícitos ambientais.
● Fornecer informações para a recuperação de áreas degradadas.
Funcionalidades:
● Análise de dados geoespaciais.
● Monitoramento em tempo real.
● Geração de alertas.
● Visualização de mapas interativos.
● Elaboração de relatórios.